# Copadichromis trimaculatus
Copadichromis trimaculatus är en fiskart som först beskrevs av Iles, 1960.  Copadichromis trimaculatus ingår i släktet Copadichromis och familjen Cichlidae. IUCN kategoriserar arten globalt som livskraftig. Inga underarter finns listade i Catalogue of Life.